# C/1991 Y1 Zanotta-Brewington
C/1991 Y1 (Zanotta-Brewington) è una cometa non periodica scoperta il 23 dicembre 1991 da due astrofili: l'italiano Mauro Vittorio Zanotta da Laino (Como), con un telescopio riflettore di 15 cm, e l'americano Howard J. Brewington da Cloudcroft (Nuovo Messico - USA), con un telescopio riflettore di 40 cm. Al momento della scoperta la cometa si presentava come un oggetto della nona magnitudine.